# Sukadana (Pagerageung)
Sukadana is een bestuurslaag in het regentschap Tasikmalaya van de provincie West-Java, Indonesië. Sukadana telt 3090 inwoners (volkstelling 2010).